# Pilar Donoso
Pilar Donoso (Madrid, 1967 - Santiago de Chile, 2011) fue una escritora y relacionista pública chilena, hija del destacado escritor José Donoso. A lo largo de su vida, Pilar Donoso llevó a cabo diversos trabajos en medios de comunicación y organización de eventos, y trabajó para la empresa Hermès en Chile. Sin embargo, es más recordada por su obra Correr el tupido velo, una biografía de su padre que le tomó casi siete años completar.

## Biografía
Pilar Donoso nació en Madrid en 1967 y pasó su infancia y adolescencia entre distintas partes de España y Estados Unidos. Se radicó en Chile en 1980, donde estudió Psicología y Relaciones Públicas. A pesar de su esfuerzo en la academia, no llegó a terminar una carrera universitaria, hecho que ella misma atribuyó a una posible rebeldía contra la intransigencia de su padre respecto a su educación.
Su vida laboral incluyó colaboraciones con varios medios de prensa y la organización de seminarios para empresas. Más adelante, se encargó de las relaciones públicas de la marca Hermès en Chile.

## Carrera literaria
La figura de Pilar Donoso en la literatura chilena está indisolublemente ligada a su libro Correr el tupido velo (Penguin Random House Grupo Editorial, Chile, 2009), donde exploró la vida y obra de su padre. El libro también actúa como un relato autobiográfico, mostrando su lucha por entender su identidad y su lugar en el mundo tras descubrir su adopción y las complejidades de su relación con José Donoso.

## Muerte
Pilar Donoso falleció a los 44 años en su apartamento en Providencia, Santiago de Chile, en 2011. Las circunstancias de su muerte fueron sorpresivas y conmovedoras para el mundo literario, siendo inicialmente tratada como un posible suicidio por la policía. La Policía de Investigaciones de Chile descartó la intervención de terceros y, según informes del Servicio Médico Legal, la causa de la muerte fue una intoxicación medicamentosa.
Pilar fue enterrada al lado de sus padres en el cementerio del balneario del Zapallar.

## Legado
El legado de Pilar Donoso trasciende su obra literaria; su vida y su relación con su padre han sido objeto de análisis en el contexto de la literatura chilena y la dinámica familiar en el ámbito de la fama literaria. Su único libro, Correr el tupido velo, es un documento importante para entender no sólo a la autora, sino también a uno de los escritores más importantes de Chile, José Donoso, desde una perspectiva íntima y personal.